# Бромид германия(IV)
Бромид германия(IV) — бинарное неорганическое соединение металла германия и брома с формулой GeBr4, серые кристаллы или бесцветная жидкость, реагирует с водой, растворяется в абсолютном спирте, эфире и других органических растворителях.

## Получение
- Пропускание паров брома над металлическим германием:

{\displaystyle {\mathsf {Ge+2Br_{2}\ {\xrightarrow {220^{o}C}}\ GeBr_{4}}}}
- Нагревая металлический германий с бромидом ртути:

{\displaystyle {\mathsf {Ge+2HgBr_{2}\ {\xrightarrow {T}}\ GeBr_{4}+2Hg}}}
- Пропускание бромистого водорода через суспензию оксида германия о органическом растворителе:

{\displaystyle {\mathsf {GeO_{2}+4HBr\ {\xrightarrow {}}\ GeBr_{4}+2H_{2}O}}}

## Физические свойства
Бромид германия(IV) образует серые кристаллы или бесцветная, дымящаяся на воздухе жидкость.
Разлагается водой, растворяется в абсолютном спирте, эфире, четырёххлористом углероде, бензоле и других органических растворителях..

## Химические свойства
- Гидролизуется водой:

{\displaystyle {\mathsf {GeBr_{4}+2H_{2}O\ {\xrightarrow {}}\ GeO_{2}\downarrow +4HBr\uparrow }}}